# Time (Unix)
L'ordre time s'utilitza en sistemes operatius Unix o UNIX-like per a obtenir estadístiques sobre el temps d'execució d'una aplicació.

## Exemples d'ús
Per tal d'utilitzar aquesta ordre, només cal posar-la davant de qualsevol altra comanda o aplicació de la qual vulguem obtenir les estadístiques sobre els seus temps d'execució:
```
$
 
time
 
ls

```

Quan l'ordre o aplicació finalitzi, time mostrarà un informe del temps que ha tardat a executar la comanda ls. El format de sortida pot variar, però una possible sortida pot ser:
```
real	0m0.218s
user	0m0.032s
sys	0m0.048s
```

## Temps d'usuari versus temps de sistema
El temps user pot ser una mica confós d'entendre inicialment. El temps total (real time) és la combinació de la quantitat de temps que la CPU gasta realitzant accions per a una aplicació més els temps que gasta realitzant crides de sistema per al nucli demanades pel programa més el temps que fa servir la CPU.
Si executeu:
```
$ time sleep 10
```

```
real	0m10.003s
user	0m0.004s
sys	0m0.000s
```

Veureu com la comanda sleep 10 tarda més de 10 segons en executar-se però només utilitza 0.004s de temps de CPU (en espai d'usuari) per executar-se.